# Why Did You Come to Japan
Why Did You Come to Japan? (яп. YOUは何しに日本へ？ Ю: ва нани си ни Ниппон э?) — японская телевизионная программа, ведущие — Осаму Ситара и Юки Химура. Транслируется по понедельникам в вечерние часы. В июне и октябре вышли пилотные выпуски, с января 2013 новые выпуски выходят по понедельникам в вечерние часы. С апреля 2013 программа транслируется по понедельникам в прайм-тайм. Съёмочная группа прогуливается по разным местам Японии, в частности, аэропорт Нарита, и берёт интервью у иностранцев, спрашивая у них, почему они приехали в Японию. Затем они предпринимают попытки следовать за героями в течение их путешествия по Японии.
Текст читает Бобби Ологун. В программе неоднократно принимали участие звёзды мирового уровня, например, Бенедикт Камбербэтч, Такэси Китано или американский бейсболист Лерон Ли. Из российских знаменитостей героями выпусков становились Юрий Норштейн и Евгений Плющенко.